# Жана д’Арк (лек крайцер, 1930)
Вижте пояснителната страница за други значения на Жана д'Арк.
Жана д’Арк (на френски: Jeanne d'Arc) е лек крайцер на ВМС на Франция от времето на Втората световна война. Изначално е проектиран за учебен кораб на флота, пригоден и за изпълнението на функциите на боен крайцер по време на война. Също е предназначен и за демонстриране на флага. На протежение почти 30 години е главният учебен кораб на ВМС на Франция. Има ограничено участие във Втората световна война. Заменен е от крайцера-вертолетоносач „Жана д’Арк“.

## История на създаването
Въпросът за създаването на нов учебен кораб за подготовка на младшите офицери на флота застава на дневен ред в средата на 1920-те години, когато приближава срока за отписване на броненосния крайцер „Жана д’Арк“, изпълняващ тази роля от 1919 г. и предназначен за изваждане от флота за 1928 г. Първоначално се разглеждат два начина за разрешаване на възникналия проблем: 1) да се преоборудва в учебен един от по-малко старите броненосни крайцери; 2) Да се купи един от съвременните моторни кораби от гражданските съдове и да се преоборудва. След дълго разглеждане са отхвърлени и двата варианта. Всички броненосни крайцери на френския флот са вече прекалено амортизирани, а техните енергетични установки са съвершенно остарели и не могат да подсигурят подготовката на машинните команди. Преоборудването на граждански съд изисква солидни разходи за съмнителен резултат. За това е решено да се построи специален учебен кораб.

### Въоръжение
| калибър, mm                           | 155       | 155       | 75     | 37      | 13,2  |
| дължина на ствола, калибри            | 50        | 50        | 50     | 50      | 76    |
| маса на оръдието, kg                  | 8870      | 8870      | 1070   | 300     | 19,5  |
| скорострелност, изстр./мин.           | 4 – 5     | 4 – 5     | 8 – 15 | 30 – 42 | 200   |
| тегло на снаряда, kg                  | 56,5 – 59 | 56,5 – 59 | 5,93   | 0,725   | 0,052 |
| начална скорост, m/s                  | 850       | 850       | 850    | 850     | 800   |
| максимална далечина на стрелбата, m   | 26 100    | 26 100    | 14 100 | 7150    | 7200  |
| максимална досегаемост по височина, m | –         | –         | 10 000 | 5000    | 1500  |

## Оценка на проекта
Построяването на „Жана д’Арк“ ознаменува нов етап в подхода на френския флот към подготовката на морските ѝ кадри. Вместо старите бойни кораби, не отговарящи на изискванията, те избират да създадат съвременен учебен кораб от крайцерския клас, пригоден за използване и в различни мисии. „Жана д’Арк“ има, към момента на построяването, напълно съвременно въоръжение и оборудване, което споследствие се обновява в хода на модернизации. Солидните размери позволяват да приема голям брой курсанти и да извършва далечни плавания. Внушителният вид на кораба, постоянно намиращ се в походи с посещения в чуждестранни пристанища способства за успешното „показване на флага“.
По чисто бойните си качества „Жана д’Арк“ отстъпва на леките крайцери-съвременници, но действайки в колониите кораба е напълно адекватен за своите задачи, а слабостта в защитата и невисоката скорост на хода нямат при това особено значение. За времето на служба на крайцеран на борда му преминават практика 4600 морски офицери и така „Жана д’Арк“ внася значителен принос за развитието на френския флот.